# Lorentz-transzformáció
A Lorentz-transzformáció egy holland fizikus, Hendrik Lorentz (1853-1928) nevéhez fűződik. A transzformáció kapcsolatot létesít két inerciarendszer között, amelyek X, Y és Z tengelyei párhuzamosak és amelyek egymáshoz képest X-irányú egyenes vonalú egyenletes mozgást végeznek. A kölcsönös mozgás az X tengely mentén v sebességgel történik. A transzformációval kiszámíthatjuk egy K rendszerben lévő esemény idejét és helyét egy K’ rendszerben is. Tehát ha adva van az x, y, z, t, akkor a Lorentz-transzformáció segítségével meghatározhatjuk x’, y’, z’, t’ értékeit.
Lorentz nem tudta megadni a transzformáció igazi értelmét, mivel ő nem tudta értelmezni a kétféle rendszeridőt. A helyes értelmezést Albert Einstein alkotta meg a speciális relativitáselméletben.

## A transzformáció egyenletei
{\displaystyle x'={\frac {x-vt}{\sqrt {1-{\frac {v^{2}}{c^{2}}}}}}\qquad }
{\displaystyle y'=y\qquad }
{\displaystyle z'=z\qquad }
{\displaystyle t'={\frac {t-{\frac {v}{c^{2}}}x}{\sqrt {1-{\frac {v^{2}}{c^{2}}}}}}\qquad }

## A transzformáció levezetése
Egy olyan fényjelet, amely az X tengely pozitív irányában halad, a következő egyenlettel lehet felírni: 
{\displaystyle x=ct\qquad }
amiből egyértelműen következik az, hogy: 
{\displaystyle x-ct=0\qquad \qquad \qquad \ (1)}.
A fény az egyenlet szerint terjed. Mivel azt akarjuk, hogy a fény K' rendszerben is c sebességgel haladjon (azaz a fény mindkét rendszerben azonos sebességgel terjedjen), a K' rendszerben is a fenti, azaz az (1) egyenletet kell venni: 
{\displaystyle x'-ct'=0\qquad \qquad \qquad \ (2)}
Azoknak az eseményeknek, melyek az (1) egyenletre igazak, igazaknak kell lenniük a (2) egyenletre is. Ez a feltétel teljesülni fog, ha a 
{\displaystyle x'-ct'=\lambda (x-ct)\qquad \quad (3)}
egyenletet vesszük. Itt a λ egy állandót jelöl. A (3) egyenlet miatt az {\displaystyle x-ct} eltűnése egyértelműen maga után vonja az {\displaystyle x'-ct'} eltűnését is, mivel a kettő egyenlet ugyanaz, csak más inerciarendszerben számolunk vele. A negatív X tengely irányában terjedő fényre a következő hasonló egyenletet kell feltennünk: 
{\displaystyle x'+ct'=\mu (x+ct)\qquad \quad (4)}.
Itt µ megint egy állandót jelöl. Adjuk össze, majd vonjuk ki egymásból a (3) és (4) egyenletet, majd vezessük be a λ és µ állandók helyett az alábbi két egyenletet az egyszerűsítés érdekében: 
{\displaystyle a={\lambda +\mu  \over 2}\qquad \qquad \qquad \ (5a)}
és 
{\displaystyle b={\lambda -\mu  \over 2}\qquad \qquad \qquad \ (5b)}.
Ezekkel az 
{\displaystyle x'=ax-bct\qquad }
és 
{\displaystyle ct'=act-bx\qquad }
egyenleteket kapjuk. Mivel még nem ismerjük az immáron a és b állandókat, így ezeket ki kell következtetnünk. Ez a következő gondolatmenetből adódik.
A K' rendszer kezdőpontjában {\displaystyle x'=0}, így következik az (5a) és (5b) egyenletekből: 
{\displaystyle x={bc \over a}t\qquad }.
Jelöljük v-vel azt a sebességet, amivel az egyik rendszer a másikhoz képest egyenes vonalú egyenletes mozgást végez. Így ebben az esetben: 
{\displaystyle v={bc \over a}\qquad \qquad \qquad \qquad \ (6)}.
A v-re, azaz a sebességre ugyanilyen értéket fogunk kapni abban az esetben is, ha a K' rendszer egy másik pontjának a sebességét a K' rendszerhez képest vizsgáljuk, illetve ha a K rendszer egy pontjának (ami a negatív X tengely irányába irányul) a sebességét a K' rendszerhez viszonyítva számoljuk ki. Tehát ebből következik, hogy a v sebessége a K és K' rendszerek relatív sebességének felel meg. A relativitás elve miatt világos továbbá az is, hogy a K' rendszerhez viszonyítva egy nyugvó egység K rendszerből mért hosszának ugyanakkorának kell lennie, mint a K rendszerhez viszonyítva nyugvó egység K' rendszerből mért hossza. Ahhoz, hogy megtudjuk, hogyan látjuk az X' tengely pontjait a K rendszerből, nem kell mást tennünk, mint megállítanunk az időt és a t-nek egy értéket kell adnunk. (például {\displaystyle t=0}) Ebben az esetben (5a) alatti egyenletből 
{\displaystyle x'=ax\qquad }
lesz. Az X' tengely két olyan pontja, melyek a K rendszerben mérve {\displaystyle x'=1} távolságban vannak egymástól, az általunk "megfagyasztott" időben 
{\displaystyle \Delta x={1 \over a}\qquad \qquad \qquad \qquad \ (7)}
távolságra van egymástól. Ha azonban mi a "megfagyasztott" idő alatt a K' rendszerből viszonyítunk, akkor (még mindig {\displaystyle t'=0}), akkor az (5a) és (5b) egyenletből a t állandó kivonásával, tekintettel a (6) egyenletre 
{\displaystyle x'=a{\bigg (}1-{v^{2} \over c^{2}}{\bigg )}x\qquad }
összefüggést kapunk. Ebből arra következtethetünk, hogy az X tengelyen két egység a K rendszerhez viszonyítva a "fagyasztott" idő alatt 
{\displaystyle \Delta x'=a{\bigg (}1-{v^{2} \over c^{2}}{\bigg )}\qquad \qquad (7a)}
egység távolságban van egymástól. Mivel az egységeknek mindkét rendszerből nézve egyenlő távolságra kell lenniük, így az kell, hogy a (7) egyenlet Δx változója legyen egyenlő a (7a) egyenlet Δx értékével. Így ebből az következik, hogy 
{\displaystyle a^{2}={1 \over 1-{v^{2} \over c^{2}}}\qquad \qquad \qquad \ (7b)}.
A (6) és (7b) egyenletek meghatározzák az a és b állandók értékét. Ha az (5) egyenletbe behelyettesítjük a és b értékeit, akkor a Lorentz-transzformáció két egyenletét kapjuk: 
{\displaystyle x'={\frac {x-vt}{\sqrt {1-{\frac {v^{2}}{c^{2}}}}}}\qquad \qquad \qquad (8a)}
és 
{\displaystyle t'={\frac {t-{\frac {v}{c^{2}}}x}{\sqrt {1-{\frac {v^{2}}{c^{2}}}}}}\qquad \qquad \qquad \ (8b)}
Így megkaptuk a Lorentz-transzformációt az X tengelyen történő eseményekre. A két egyenlet kielégíti a 
{\displaystyle x'^{2}-c^{2}t'^{2}=x^{2}-c^{2}t^{2}\qquad }
egyenletet.
Azokat az eseményeket, amik nem az X tengelyen mennek végbe, úgy tudjuk meghatározni, hogy hozzácsatoljuk az 
{\displaystyle y'=y\qquad }
és 
{\displaystyle z'=z\qquad }
egyenleteket a (8a) és (8b) egyenletekhez, mivel az Y és Y', illetve a Z és Z' tengelyek párhuzamosak, így K és K' rendszerben a pontjaik ilyen koordinátái egyenlőek.